# OK Nolaskogsarna
OK Nolaskogsarna är en orienteringsklubb i Domsjö i Örnsköldsviks kommun, bildad 1948.
| Årtal | Arrangemang                                                   |
| ----- | ------------------------------------------------------------- |
| 1994  | O-Ringen (etapp 5)                                            |
| 2008  | NM (norrlandsmästerskapen)                                    |
| 2010  | USM (ungdomens Sverigemästerskap) tillsammans med Sidensjö IK |
| 2013  | Första High Coast precis innan O-ringen Boden                 |
| 2016  | High Coast Skid-O                                             |
| 2018  | O-ringen                                                      |